# Badenweiler
Badenweiler település Németországban, azon belül Baden-Württembergben. Lakosainak száma 4573 fő (2023. december 31.).

## Népesség
A település népessége az elmúlt években az alábbi módon változott:
| Lakosok száma | 4120 | 3557 | 3755 | 3481 | 3274 | 3851 | 3714 | 3916 | 4004 | 4573 |
|               | 1961 | 1967 | 1974 | 1980 | 1987 | 1993 | 2000 | 2006 | 2013 | 2023 |

## Híres személyek
- Itt hunyt el Anton Pavlovics Csehov (1860–1904) orosz író, drámaíró
- Wilhelm Friedrich Gmelin (1760–1820) festő
- Karl Christian Gmelin (1762–1837) botanikus
- Fanny Moser (1872–1953) tengerbiológus és parapszichológus
- Alfred Saupe (1925–2008) fizikus
- Martin Venedey (1860–1934) ügyvéd.